# International Scientific Optical Network
Le Réseau optique scientifique international (en abrégé ROSI, bien que ce sigle soit peu courant ; en anglais International Scientific Optical Network, ISON ; en russe Международная научная оптическая сеть, Mejdounarodnaïa naoutchnaïa optitchéskaïa set') est un projet international ouvert pour le suivi régulier de l'espace proche de la Terre et des débris spatiaux.
Créé en 2004, ISON est un groupe de 23 observatoires astronomiques répartis dans 11 pays, faisant appel à 20 institutions scientifiques. Le coordinateur principal du partenariat est l'Institut de mathématiques appliquées Keldych de l'Académie des sciences de Russie.
Le réseau robotisé ISON a, comme le Centre des planètes mineures, pour mission de détecter et surveiller les objets proches de la Terre, tels les astéroïdes géocroiseurs,, tâche comprenant la collecte et l'analyse des résultats. ISON réalise des mesures depuis 2003. Fin 2009, 1 467 objets en orbite géostationnaire étaient continuellement suivis par ISON. Les comètes C/2010 X1 (Élénine) et C/2012 S1 (ISON) figurent parmi les découvertes de ce réseau.